# ميتالو
ميتالو (بالإنجليزية: Metallo)‏، أو جون كوربين (بالإنجليزية: John Corben)‏ هو شخصية خيالية شريرة تظهر في منشورات دي سي كومكس. ومخترعا شخصية ميتالو هما روبيرت بيرنستين وآل بلاستينو. ظهر ميتالو في أكشن كوميكس رقم 252 (مايو 1959).